# Stefan Brogren
Stefan Brogren est un acteur, producteur, réalisateur et scénariste canadien, né le 21 avril 1972 à Toronto en Ontario. Il est connu pour son interprétation de Snake dans Les Années collège et Degrassi : La Nouvelle Génération dans les années 1980/1990.

## Filmographie

### En tant qu’acteur

#### Films
- 1998 : Hairshirt (en) de Dean Paraskevopoulos : Timothy « Tim » Wright
- 2001 : Focus de Neal Slavin : le garde du corps
- 2001 : Invitation de Samir Rehem : Stefan
- 2002 : Drummer Boy de avid Dawson : le docteur familial
- 2003 : The Happy Couple de Chris Philpott : l’ami de Dwayne
- 2004 : Denied de David Paul Scott : Donald
- 2008 : Bitten de Harvey Glazer : l’homme barbu

#### Courts métrages
- 2003 : Masterpiece Monday de Glenn Forbes : Joe
- 2005 : Pizza Shop de Mark Mainguy
- 2006 : Succubus de Alison Reid : Larry

#### Téléfilms
- 1992 : School's Out de Kit Hood : Archibald « Snake » Simpson
- 2001 : Judy Garland, la vie d'une étoile (Life with Judy Garland: Me and My Shadows) de Robert Allan Ackerman : Oscar Camerman
- 2001 : Prince charmant de Allan Arkush : Bob Worthington
- 2004 : Evel Knievel (en) de John Badham : Bob Truax
- 2005 : L'ambition d'une femme (en) (Martha Behind Bars) de Eric Bross : Agent fédéral
- 2010 : The Rest of My Life de Stefan Brogren : Archie « Snake » Simpson

#### Séries télévisées
- 1987-1991 : Les Années collège (Degrassi Junior High) : Archibald « Snake » Simpson
- 1990 : C.B.C.'s Magic Hour : Basketball Teammate
- 1995 : Liberty Street : Brandon
- 1997 : Wind at My Back (en) : Bowser
- 1997 : Nikita : l’agent de sécurité
- 1998 : Twitch City (en) : Tyler Fawcett
- 2001 : Witchblade : Leeman Bostwick
- 2001 : The Endless Grind : Howard
- 2001-2016 : Degrassi : La Nouvelle Génération (Degrassi: The Next Generation) : Archie 'Snake' Simpson
- 2002 : The Associates (en) : Rudy Pasco / Grady Pascoe
- 2003 : Méthode Zoé (Wild Card) : l’employé du motel
- 2004 : Sue Thomas, l'œil du FBI (Sue Thomas: F.B.Eye) : Brian Guthrie
- 2005 : Kojak : Terry
- 2005-2006 : Degrassi: Minis : Archie « Snake » Simpson
- 2016 - ... : Degrassi : la Nouvelle Promo : le directeur Archie Simpson

### En tant que producteur
Séries télévisées
- 2006 : Degrassi's 40 Most Go There-est Moments
- 2008 : Degrassi Spring Break Movie
- 2008 : Degrassi: Minis
- 2007-2012 : Degrassi : La Nouvelle Génération (Degrassi: The Next Generation)
- 2012 : The L.A. Complex
- 2015 : Open Heart (en)

### En tant que réalisateur
Séries télévisées
- 2006 : Degrassi's 40 Most Go There-est Moments
- 2008 : Degrassi: Minis
- 2009 : Degrassi Goes Hollywood (en)
- 2010 : The Rest of My Life
- 2012 : The L.A. Complex
- 2009-2015 : Degrassi : La Nouvelle Génération (Degrassi: The Next Generation)
- 2015 : Open Heart (en)

Téléfilms
- 2021 : L'Enfant secret
- 2021 : Le plan parfait du Père Noël (A Chance for Christmas)

### En tant que scénariste
Film
- 2001 : Invitation de Samir Rehem

Court métrage
- 2005 : Pizza Shop (court métrage) de Mark Mainguy

Séries télévisées
- 2006 : Degrassi's 40 Most Go There-est Moments
- 2008 : Degrassi: Minis